# Wilhelm II Villehardouin
Wilhelm II Villehardouin (zm. 1 maja 1278) – władca  Księstwa Achai, zwanego też Moreą, w latach 1246 – 1278. Syn Godfryda I Villehardouin, brat Godfryda II Villehardouin, władców Achai.

## Życiorys
Wilhelm II objął władzę w Morei po śmierci swego brata Godfryda II. Jego rządy stanowią apogeum potęgi Księstwa Achai. Wilhelm II złamał resztki oporu wobec swej władzy na Peloponezie, zmuszając do uległości ważne miasto i port Monemwasję (1248), które od 1204 roku nieprzerwanie rządzone było przez Greków. Podporządkował też sobie na południowym wschodzie Tzakonów, ludność grecką identyfikowaną z racji posługiwania się odrębnym dialektem z potomkami dawnych mieszkańców Lakonii.
W 1255 roku po śmierci swojej drugiej żony Carintany dalle Carceri, pochodzącej z rodu władającego Eubeą Wilhelm II wysunął pretensje do północnej części wyspy. Rządzący Eubeą Wilhelm z Werony i Narzotto dalle Carceri wystąpili przeciw Wilhelmowi poparci przez Wenecjan oraz księcia Aten Gwidona II de la Roche. Wilhelm II odniósł zwycięstwo nad baronami w maju 1258 roku. Najechał również i zmusił do uległości księcia Aten. W 1262 roku został zawarty pokój z Wenecją.
W 1258 roku Wilhelm złożył propozycję udzielenia pomocy Cesarstwu Łacińskiemu, cesarz Baldwin II odrzucił ją jednak. W tym samym roku zawarł przymierze z Michałem II Angelosem, władcą Epiru poślubiając jego córkę Annę. W 1259 roku na czele znacznych sił wylądował w Epirze, gdzie połączył się z wojskami Michała II Angelosa i oddziałem 400 rycerzy Manfreda sycylijskiego. Armia, jakkolwiek silna, od początku była targana sporami pomiędzy jej wodzami. Ponadto Janowi Paleologowi udało się skłonić do wycofania Jana Angelosa dowodzącego wojskami tesalskimi w armii Epiru. W noc przed bitwą, wycofał się również Michał II Angelos. Ostatecznie więc Wilhelm pozostał sam wspomagany jedynie przez rycerzy sycylijskich. Dowodzona przez Wilhelma armia, w krytycznym momencie zablokowana z tyłu przez siły Jana Angelosa, poniosła pod Pelagonią klęskę. Wilhelm zbiegł z pola bitwy, został jednak następnego dnia znaleziony przez nicejczyków, ukryty w stogu siana. Przebywał w niewoli nicejskiej ponad dwa lata, podczas których toczono rozmowy o przyszłości Achai. Ostatecznie kompromis zawarto w 1261 roku, gdy Michał VIII Paleolog odzyskał Konstantynopol i przywrócił Cesarstwo Bizantyńskie. Latem książę Achai zgodził się na przekazanie w ręce bizantyńskie twierdz Monemwazji, którą zdobył 13 lat wcześniej, okręgu Mani i Mistry, które przedtem sam fortyfikował. Złożył również cesarzowi hołd lenny.
Po powrocie z niewoli, zwolniony przez papieża Urbana IV z przysięgi złożonej pod przymusem ponownie opowiedział się po stronie przeciwników cesarza. Michał VIII wysłał wówczas do Morei armię, w której znajdowało się 5 tysięcy najemników seldżuckich. Po serii zwycięstw kampania bizantyńska utknęła z powodu braku pieniędzy na wypłatę żołdu. Seldżucy przeszli na stronę łacinników. Wilhelm zadał wojskom cesarskim dotkliwą porażkę pod Makry Plagi (1264) i armia cesarska została zmuszona do odwrotu i opuszczenia półwyspu.
Zagrożony przez Bizantyńczyków, którzy kontrolowali, poprzez trzy oddane im twierdze, południowo-wschodnią część półwyspu, Wilhelm z radością powitał objęcie tronu Sycylii w 1266 roku przez Karola Andegaweńskiego. 27 maja 1267 roku Karol Andegaweński zawarł w Viterbo pakt przyjaźni z wygnanym z Konstantynopola Baldwinem II, podpisując umowę o podziale państwa bizantyńskiego. Wilhelm II był wówczas w Viterbo i poddał Karolowi swoje państwo. Swoją córkę i dziedziczkę Izabelę wydał za syna Karola, Filipa. Porozumienie zawarte pomiędzy władcą Achai a królem Sycylii stanowiło, że jeśli Wilhelmowi urodzi się syn będzie dziedziczył połowę Księstwa, a jeśli Izabeli i Filipowi nie urodzi się syn Achaja przejdzie we władanie Andegawenów. W ślad za porozumieniem Karol Andegaweński zaczął wysyłać do Achai wojsko i pieniądze. W 1270 roku musiał wziąć udział VI krucjacie. Bizantyńczycy wykorzystali jego nieobecność i zaatakowali Achaję. Nowe transporty wojska na Moreę położyły kres sukcesom bizantyńskim. W 1277 roku zmarł bezpotomnie mąż Izabeli, Filip. Wilhelm przeżył go tylko o rok. Księstwo przeszło we władanie Andegawenów.